# Бавенит
Бавенит — редкий минерал, силикат подкласса островных силикатов, Са4 [Be2Al2Si9O26] (OH)2.

## Свойства
Бавенит содержит от 5,52 до 7,72 % ВеО и от 6,46 до 9,89 % Al2O3.
Образует светлые игольчатые и пластинчатые кристаллы и радиально-лучистые агрегаты, сферолиты. Твёрдость 5,5 — 6, плотность около 2,7 г/см³. Типичный гидротермальный минерал бериллиевых пегматитовых месторождений, обычно является продуктом изменения берилла. Входит в состав полиминеральных бериллиевых руд.
Бавенит получил своё название по местечку Бавено (Пьемонт, Италия), в окрестностях которого он был впервые обнаружен.

## Месторождения
В России: Мурманская, Свердловская области, республика Бурятия, Забайкальский край.
В Киргизии: Чуйская область.

## Применение

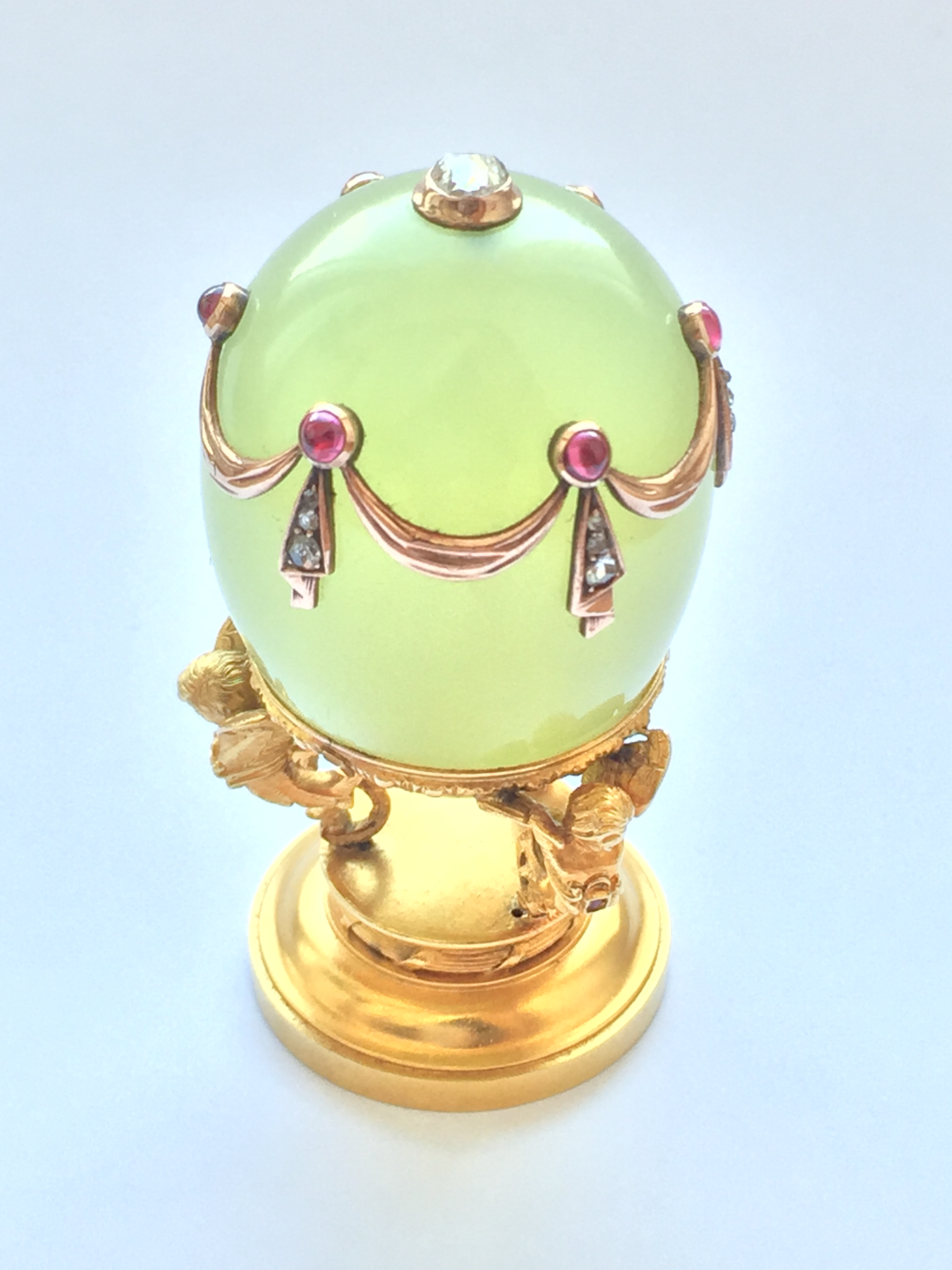
«Яйцо-печать» Фаберже. Корпус яйца сделан из бавенита. Автор М. Е. Перхин